# Нікандрова Ганна Олексіївна
Ганна Олексіївна Нікандрова (13 жовтня 1921 — 23 червня 1944) — учасниця Великої Вітчизняної війни, комсорг 426-го стрілецького полку 88-ї стрілецької дивізії (31-а армія, 3-й Білоруський фронт), старший лейтенант. Герой Радянського Союзу (24 березня 1945 року, посмертно).

## Біографія
Ганна Нікандрова народилася 13 жовтня 1921 року у селі Барашкіно (Псковська губернія) в селянській родині. За національністю — росіянка. Після закінчення 8 класів і бібліотечних курсів, вона працювала в бібліотеці, а потім — у Красноградському райкомі комсомолу.
Брала участь у боях Великої Вітчизняної війни з вересня 1941 року. На початку війни працювала сандружинницею, допомагала евакуювати поранених, працювала в госпіталі. У 1942 році вступила до лав ВКП (б).
Після закінчення курсів молодших лейтенантів, Ганна Нікандрова була призначена на посаду комсорга 426-го стрілецького полку (88-та стрілецька дивізія, 31-а армія, 3-й Білоруський фронт). У боях 23 червня 1944 року в районі залізничної станції Кіраєво (Дубровенський район Вітебської області Білорусі) старший лейтенант Нікандрова першою кинулася по штурмовій драбині через протитанковий рів, ведучи за собою бійців своєї роти . Цього ж дня вона загинула при блокуванні кулеметного дзоту противника. Була похована в братській могилі у місті Дубровно (Вітебська область Білорусі). На могилі був встановлений пам'ятник .
24 березня 1945 року указом Президії Верховної Ради СРСР за зразкове виконання бойових завдань командування і проявлені мужність і героїзм у боях з німецько-фашистськими загарбниками старшому лейтенанту Ганні Олексіївні Нікандровій посмертно було присвоєно високе звання Героя Радянського Союзу.

## Нагороди та звання
- Герой Радянського Союзу (24 березня 1945 року, посмертно)[3];
- орден Леніна (24 березня 1945 року, посмертно);
- орден Вітчизняної війни II ступеня (28 жовтня 1943 року)[4];
- медаль «За відвагу» (30 травня 1943 року)[5].

## Пам'ять
- Ім'ям Героя Радянського Союзу Ганни Нікандрової названа вулиця у місті Дубровно .
- У місті Красногородськ у 1984 році на площі, названій на честь героїні, встановлений бюст-пам'ятник Ганни Нікандрової роботи скульптора А. Ф. Маначинського[6] . Пам'ятник дивиться в бік її рідного села Барашкіно.
- У місті Ростові-на-Дону ім'ям Героя Радянського Союзу Ганни Нікандрової названа Гімназія 76